# Paperino e i pasticci... di zucca
Paperino e i pasticci... di zucca è una storia Disney di 10 tavole, scritta e disegnata da Don Rosa nel 1987.
È stata pubblicata per la prima volta negli Stati Uniti sul numero 526 di Walt Disney's Comics and Stories del 3 novembre 1987. In Italia venne pubblicata per la prima volta sul numero 97 della rivista Zio Paperone dell'ottobre 1997.

## Trama
In occasione della festa di Halloween il sindaco di Paperopoli ha indetto una gara di intagliatori di zucche: alla zucca più spaventosa verrà dato un premio di 50 dollari. Paperino è il miglior intagliatore della città però è sprovvisto di una zucca decente e i nipotini cercano di convincerlo a gareggiare insieme al vicino di casa Jones, il quale dispone di molte zucche gigantesche ma è privo di talento nell'intagliarle. Tra i due vicini però, come al solito, inizia una gara che li porterà l'uno contro l'altro.

## Riferimenti Barksiani
- In una vignetta Paperino si ritrova tra le mani un costume di Halloween dalle sembianze identiche a quelle dell'orco Snorgasbord della storia Paperino e le forze occulte.
- In un'altra vignetta Qui, Quo e Qua hanno tra le mani dei costumi che sono gli stessi da loro indossati nella storia Paperino e le forze occulte.

## D.U.C.K.
La sigla "D.U.C.K." è inserita tra i rami del cespuglio rinsecchito nella prima vignetta della storia. 